# Stanislaw Czajka
Stanislaw Czajka (* 13. November 1897 in Kamienna, Polen; † 4. Juli 1965) war ein polnischer Geistlicher.
Zimniak wurde am 13. Juni 1920 von Stanisław Kazimierz Zdzitowiecki zum Priester geweiht.
Papst Pius XII. ernannte ihn am 5. August 1944 zum Weihbischof in Częstochowa und Titularbischof von Centruia. Am 28. Oktober 1944 weihte Teodor Kubina, Bischof von Częstochowa, ihn zum Bischof. Mitkonsekratoren waren Stanisław Adamski, Bischof von Katowice, und Juliusz Bieniek, Weihbischof in Katowice.